# Кажан Іван Дмитрович
Іва́н Дми́трович Кажан (Кожан) (нар. 1906, село Гонтів Яр Харківської губернії, тепер Валківського району Харківської області — ?) — український радянський діяч, сталевар мартенівського цеху Сталінського металургійного заводу імені Сталіна Сталінської області. Депутат Верховної Ради УРСР 2-го скликання.

## Біографія
Народився у родині селян. Трудову діяльність розпочав молотобійцем.
У 1930—1941 роках — 3-й, 2-й та 1-й підручний сталевара, сталевар мартенівського цеху Сталінського металургійного заводу імені Сталіна Сталінської області. Закінчив без відриву від виробництва трирічні курси майстрів-сталеварів у місті Сталіно (тепер — Донецьку).
Член ВКП(б) з 1940 року.
З 1941 року — у Червоній армії, учасник німецько-радянської війни. Служив партійним організатором 3-го мотострілецького батальйону 67-ї механізованої бригади 8-го механізованого корпусу Брянського і 2-го Білоруського фронтів. Був двічі поранений.
Після демобілізації — сталевар, майстер мартенівського цеху Сталінського металургійного заводу імені Сталіна Сталінської області. Застосовував швидкісні методи праці, систематично перевиконував виробничі завдання.
Потім — на пенсії у місті Донецьку.

## Звання
- лейтенант

## Нагороди
- орден Леніна (23.01.1948)
- орден Червоної Зірки (23.02.1945)
- орден Вітчизняної війни 2-го ст. (6.11.1985)
- медаль «За перемогу над Німеччиною у Великій Вітчизняній війні 1941—1945 років»
- медалі